# Flavio Chigi (1631-1693)
Flavio Chigi (Siena, 10 de maio de 1631 – Roma, 13 de setembro de 1693) foi um cardeal italiano da Igreja Católica, arcipreste da Arquibasílica de São João de Latrão e vice-deão do Sagrado Colégio dos Cardeais.

## Biografia
Filho de Mario Chigi e Berenice della Ciaia, uma nobre de Siena, era sobrinho do Papa Alexandre VII, tio do cardeal Antonio Felice Zondadari e primo do cardeal Sigismondo Chigi. Acompanhou seu tio cardeal Fabio Chigi em sua legação à Germânia para negociar e concluir a paz, mas o cardeal, descontente com seu desempenho ou por outro motivo, o fez retornar à Itália. Foi-lhe concedida permissão para dispensa das ordens sagradas nas Têmporas em 23 de maio de 1656. Governador da cidade de Fermo por um triênio, a partir de 3 de junho de 1656. Referendário dos Tribunais da Assinatura Apostólica da Justiça e da Graça, a partir de 1 de dezembro de 1656.
Foi criado cardeal-sobrinho por seu tio Alexandre VII, no Consistório de 9 de abril de 1657, o primeiro dele, recebendo o barrete vermelho e o título de cardeal-presbítero de Santa Maria do Povo em 23 de abril.
Foi nomeado como Prefeito da Congregação das Águas em 21 de abril de 1657, tornou-se legado a latere em Avinhão em 23 de abril de 1657 até 1668. Governador da cidade de Tivoli em 20 de janeiro de 1658. Tornou-se arcipreste da Arquibasílica de São João de Latrão em 4 de setembro de 1666. Tornou-se Arquivista dos Arquivos Secretos do Vaticano e Bibliotecário da Biblioteca Vaticana, funções que exerceu de 21 de junho de 1659 a 19 de setembro de 1681. Ainda, foi nomeado Prefeito do Supremo Tribunal da Assinatura Apostólica em 28 de julho de 1661.
Nomeado como legado a latere de Sua Santidade perante o rei da França para resolver a controvérsia causada pelo incidente entre a milícia urbana e a família do duque de Crécquy, embaixador francês junto à Santa Sé, de 24 de março a 8 de novembro de 1664.
Após a morte de seu tio, foi o responsável e financiador do túmulo do Papa Alexandre VII na Basílica de São Pedro.
Foi o camerlengo do Colégio dos Cardeais de 16 de janeiro de 1673 até 15 de janeiro de 1674 e Legado a latere para a abertura e fechamento da Porta Santa da Arquibasílica de São João de Latrão no Ano Santo de 1675.
Optou pela ordem dos cardeais-bispos e recebeu a sé suburbicária de Albano, em 18 de março de 1686. Foi consagrado em 24 de março, em San Sisto Vecchio, pelo cardeal Paluzzo Paluzzi Altieri degli Albertoni, prefeito da Sagrada Congragação de Propaganda Fide e camerlengo da Santa Igreja Romana, assistido por Francesco Casati, arcebispo titular de Trapezus, e por Gregorio Carducci, bispo de Valva e Sulmona.
Passou para a sé suburbicária de Porto e Santa Rufina em 19 de outubro de 1689, quando foi nomeado vice-decano do Colégio dos Cardeais.
Faleceu em 13 de setembro de 1693, em Roma. Foi velado na igreja de Santa Maria del Popolo e sepultado na capela de sua família naquela igreja.

## Conclaves
- Conclave de 1667 — eleição do Papa Clemente IX
- Conclave de 1669–1670 — eleição do Papa Clemente X
- Conclave de 1676 — eleição do Papa Inocêncio XI
- Conclave de 1689 — eleição do Papa Alexandre VIII
- Conclave de 1691 — eleição do Papa Inocêncio XII